# CF Garde Républicaine
El CF Garde Républicaine anteriormente Guelleh Batal/Garde Républicaine es un equipo de fútbol de Yibuti que juega en la Primera División de Yibuti, la liga de fútbol más importante del país.

## Historia
Fue fundado en el año 2005 en la capital Yibuti con el nombre Guelleh Batal y es el equipo que representa a la Guardia Nacional de Yibuti, por lo que su equipo está integrado principalmente por soldados en servicio. Fue campeón de la máxima categoría del fútbol de Yibuti en la temporada 2019-20, y también ha ganado el título de copa en 2 ocasiones, así como una supercopa nacional.
A nivel internacional jugó en la Copa de Clubes de la UAFA en la temporada 2012-13, en la cual fueron eliminados en la ronda preliminar y en la Liga de Campeones de la CAF 2020-21 quedando eliminados en la ronda Preliminar ante el Gazelle FC de Chad.

## Palmarés
- Primera División de Yibuti: 2

2020, 2023
- Copa de Yibuti: 3

2009, 2012, 2015
- Supercopa de Yibuti: 2

2009, 2020

## Participación en competiciones de la UAFA
- Copa de Clubes de la UAFA: 1 aparición

2012/13 - Ronda Preliminar